# Анна Августа фон Брауншвайг-Волфенбютел
Вижте пояснителната страница за други личности с името Анна фон Брауншвайг-Волфенбютел.
Анна Августа фон Брауншвайг-Волфенбютел (на немски: Anna Auguste von Braunschweig-Wolfenbüttel; * 17 декември 1612, Волфенбютел; † 9 юни 1673, Диленбург) от род Велфи (Среден Дом Брауншвайг), е принцеса от Брауншвайг-Волфенбютел и чрез женитба княгиня на Насау-Диленбург.

## Произход и брак
Тя е най-макото дете на Хайнрих Юлий (1564 – 1613), княз на Брауншвайг-Волфенбютел, и втората му съпруга принцеса Елизабет Датска (1573–1626), най-възрастната дъщеря на крал Фридрих II от Дания.
Анна Августа се омъжва на 19 февруари 1638 г. в Копенбрюге за княз Георг Лудвиг фон Насау-Диленбург (1618 – 1656). Той е син на княз Лудвиг Хайнрих от Насау-Диленбург (1594 – 1662) и първата му съпруга Катарина фон Сайн-Витгенщайн (1588 – 1651). Той умира на 19 август 1656 г.

## Деца
- Елизабет Катерина (1639 – 1641)
- София Елеонора (1640 – 1712)
- Хайнрих (1641 – 1701), последва 1662 г. дядо си като княз на Насау-Диленбург, женен 1663 за Доротея Елизабет от Силезия-Лигница (1646 – 1691)
- Елизабет Шарлота (1643 – 1686), омъжена за граф Август от Лигница (1627 – 1679) и 1680 за граф Фердинанд Гоберт от Аспремонт-Линден (1645 – 1708)
- мъртвороден син (1645)
- Елизабет Луиза (1652 – 1670)
- Анна Катерина (* 1662)